# نرینگا
نرینگا (به لیتوانیایی: Neringos savivaldybė) یک شهرداری در لیتوانی با جمعیت ۲٬۴۰۰ نفر است که در شهرستان کلایپدا واقع شده‌است.